# Альфонсас Петруліс
Альфонсас Петруліс (лит. Alfonsas Petrulis; 4 серпня 1873, біля Біржаю — 28 червня 1928) — литовський священник римо-католицького обряду, журналіст, один з сиґнаторів акта про незалежність Литви від 1918 року.
Вчився у духовній семінарії в Каунасі та у духовній академії в Петербурзі. Став католицьким священником у 1899 році, після чого здійснював духовну службу в парафіях Віленського краю. Будучи учасником литовського національного руху, активно обстоював ідею впровадження литовської мови у богослужіння.
У 1917 році взяв участь у так званій вільнюській конференції, після чого обраний до Таріби. 16 лютого 1918 року підписав акт про незалежність Литви. Після оголошення молодою державою незалежності виїхав разом з кількома іншими членами Таріби до Швейцарії лобіювати її визнання.